# Broesja
De Broesja (Russisch: Брусья), tot 1972 met de Chinese naam Chedimi (Хедими) aangeduid, is een 19 kilometer lange rivier in het zuiden van het Russische Verre Oosten, gelegen in het district Chasanski van de kraj Primorje. De rivier ontstaat op de zuidoostelijke hellingen van het Zwarte Gebergte en stroomt uit in de Slavjanskibaai (onderdeel van Amoerbaai; Baai van Peter de Grote; Japanse Zee).
De rivier doorstroomt een bergachtig gebied, variërend in hoogte tussen de 350 en 400 meter in de bovenloop aflopend naar 200 tot 250 meter in de benedenloop. De rivier doorstroomt in de bovenloop een gemengd bosgebied. In de benedenloop is het bos ofwel gekapt of verbrand en overheerst struikgewas en grasland. De rivier treedt buiten haar oever in de zomer als gevolg van langdurige zware regenval, waarbij eens per 3 tot 5 jaar het hele stroomgebied overstroomt.